# Beth Hart
Beth Hart (Los Angeles, 1972. január 24. –) amerikai dzsesszénekesnő. Olyan művészek hatása alatt alakult ki saját stílusa, mint Robert Plant, Ella Fitzgerald, Chris Cornell, Janis Joplin, Aretha Franklin, Etta James. Mindezek a hatások egyértelműen megfigyelherőek zenei pályafutása során.

## Pályafutása
Beth Hart a Los Angeles-i High School of Performing Artson csellózni és énekelni tanult. Tanulmányait nem fejezte be. 1993-ban részt vett a Star Search című tehetségkutatón, és ugyanebben az évben kiadta első albumát. Az 1996-os Immortal CD-jén Beth Hart Band néven szerepelt Jimmy Khoury-val, Sergio Gonzalez-szel és Tal Herzberggel.
A Screamin' for My Supper című harmadik albuma az L.A. Song dallal nagy siker lett az Amerikai Egyesült Államokban. Ugyanekkor eljátszotta Janis Joplin szerepét a Love, Janis című musicalben.
A negyedik lemeze, a Leave the Light On, amelyen drogfüggőségéről és az elvonóról szól − ez Németországban − a 37 Days 2007-ben, a My California című album pedig 2010-ben jelent meg.
Eric Clapton 2013-as Crossroads Gitárfesztiválján (Madison Square Garden) Beth Hart Jeff Beck új együttesével lépett fel. 2013-ban turnézott Joe Bonamassa gitárossal.

## Albumok
- Beth Hart and the Ocean of Souls (1993)
- Immortal (1996)
- Screamin' for My Supper (1999)
- Leave the Light On (2003)
- 37 Days (2007)
- My California (2010)
- Don't Explain with Joe Bonamassa (2011)
- Bang Bang Boom Boom (2012)
- Seesaw with Joe Bonamassa (2013)
- Better Than Home (2015)
- Fire on the Floor (2016)
- Black Coffee with Joe Bonamassa (2018)
- War in My Mind (2019)
- A Tribute to Led Zeppelin (2022)
- Leverkusener Jazztage, live (2023)
- You Still Got Me (2024)

## Filmek
- Beth Hart az IMDb-n

## Díjak
| Év   | Esemény        | Díj                                          | Jelölt mű                 | Eredmény |        |
| ---- | -------------- | -------------------------------------------- | ------------------------- | -------- | ------ |
| 2012 | Blues Music    | Contemporary Blues Album                     | Don't Explain             | Jelölve  | [ 2 ]  |
| 2014 | Blues Music    | Contemporary Blues Female Artist of the Year | Herself                   | Jelölve  | [ 3 ]  |
| 2014 | Grammy         | Best Blues Album                             | Seesaw                    | Jelölve  | [ 4 ]  |
| 2014 | Blues Blast    | Female Blues Artist                          | Herself                   | Elnyerte | [ 5 ]  |
| 2015 | Blues Music    | Contemporary Blues Female Artist of the Year | Herself                   | Jelölve  | [ 6 ]  |
| 2016 | Blues Music    | Contemporary Blues Female Artist of the Year | Herself                   | Jelölve  | [ 7 ]  |
| 2016 | European Blues | Best Album                                   | Fire on the Floor         | Elnyerte | [ 8 ]  |
| 2017 | Blues Blast    | Female Blues Artist                          | Herself                   | Elnyerte | [ 9 ]  |
| 2017 | European Blues | Best Female Vocalist                         | Herself                   | Elnyerte | [ 10 ] |
| 2018 | Blues Music    | Contemporary Blues Female Artist of the Year | Herself                   | Jelölve  | [ 11 ] |
| 2018 | Blues Music    | Contemporary Blues Album of the Year         | Fire on the Floor         | Jelölve  | [ 11 ] |
| 2018 | Blues Music    | Instrumentalist – Vocals                     | Herself                   | Elnyerte | [ 12 ] |
| 2018 | Blues Blast    | Female Blues Artist                          | Herself                   | Elnyerte | [ 13 ] |
| 2018 | European Blues | Best Female Vocalist                         | Herself                   | Elnyerte | [ 14 ] |
| 2019 | Blues Blast    | Best Live Recording                          | Live At Royal Albert Hall | Jelölve  | [ 15 ] |
| 2019 | Blues Music    | Instrumentalist – Vocals                     | Herself                   | Jelölve  | [ 16 ] |
| 2019 | Blues Music    | Contemporary Blues Female Artist             | Herself                   | Jelölve  | [ 16 ] |
| 2019 | Blues Music    | B.B King Entertainer of the Year             | Herself                   | Jelölve  | [ 16 ] |
| 2020 | Blues Blast    | Female Blues Artist                          | Herself                   | Elnyerte | [ 17 ] |
| 2022 | Blues Blast    | Blues Rock Album                             | Herself                   | Jelölve  | [ 18 ] |
| 2022 | Blues Blast    | Vocalist                                     | Herself                   | Elnyerte | [ 19 ] |
| 2022 | Blues Blast    | Female Blues Artist                          | Herself                   | Elnyerte | [ 19 ] |

## Fordítás
Ez a szócikk részben vagy egészben  a   Beth Hart című német Wikipédia-szócikk ezen változatának fordításán alapul.  Az eredeti cikk szerkesztőit annak laptörténete sorolja fel. Ez a jelzés csupán a megfogalmazás eredetét és a szerzői jogokat jelzi, nem szolgál a cikkben szereplő információk forrásmegjelöléseként.